# Sophronica villiersi
Sophronica villiersi là một loài bọ cánh cứng trong họ Cerambycidae.